# Antillesia cardisomae
Antillesia cardisomae är en kräftdjursart som beskrevs av Humes 1958. Antillesia cardisomae ingår i släktet Antillesia och familjen Cancrincolidae. Inga underarter finns listade i Catalogue of Life.